# Olio di sapote
L'olio di sapote è l'olio estratto dal frutto della Pouteria sapota, originario dell'America Centrale. Ha proprietà medicamentose e cosmetiche.

## Descrizione
Il sapote è il frutto della Pouteria sapota, una pianta originaria dell'America Centrale, particolarmente diffusa in Messico e Repubblica Dominicana. Essa è appartenente alla famiglia delle Sapotaceae, di cui fanno parte anche Argan e Karité, la sua coltivazione ha origini antichissime presso le civiltà precolombiane e in tutti gli Stati affacciati sui Caraibi.
Risulta famosa ed apprezzata per la produzione del suo grande frutto, conosciuto come il “Chacalhass” dai Maya e “Tzapotl” dagli Aztechi, oggi meglio noto con il nome di “Zapote”, ovvero “frutto dolce” nella lingua originaria.
All'interno di questo delizioso frutto si trova un grande seme lucido e nero che, spremuto a freddo, produce un olio gustoso con un aroma caratteristico evocativo di ciliegie e mandorle. Ecco come nasce l'olio di sapote (detto anche "sapuyul").
L'olio se lasciato al freddo torna allo stato solido, ma basta immergerlo in acqua bollente per farlo tornare allo stato liquido; è di colore arancione, la sua consistenza è ricca e cremosa.
Introdotto in Europa solo di recente, è nella sua composizione estremamente ricco di vitamine A, proteine vegetali, carboidrati, ferro, potassio e calcio; la sua particolarità organolettica sta proprio nella sua alta concentrazione di vitamina C, due volte superiore a quella delle arance. Tale caratteristica lo rende particolarmente adatto per cure ricostituenti e antiossidanti. In antichità quest'olio, oltre che in campo alimentare, veniva impiegato come lenitivo sugli occhi irritati e, come impacco, su escoriazioni della pelle e dermatiti. Il suo maggiore impiego era però di tipo tricologico. Usato come unguento direttamente sulla testa: Maya e Aztechi ne osservarono i benefici effetti sulla salute del capello e cute.

## Come si ottiene
La selezione dei semi avviene dopo la spolpatura del frutto destinato alla lavorazione industriale e successivamente congelato. I semi vengono essiccati in modo tale da ridurre l'umidità contenuta e permettere quindi la lavorazione successiva.
È necessario sgusciare i semi ed essiccare anche la parte interna che contiene l'olio in percentuale del 24-34% in base al tipo di seme ed al suo stato di conservazione. Alcuni semi infatti presentano delle imperfezioni e quindi la selezionatura è importante per ottenere un olio di qualità.
Trattandosi di un prodotto con alti contenuti di acidi grassi saturi (21% Acido Stearico e 10% di Acido Palmitico) a temperatura di 12° la sua consistenza è burrosa e quindi solitamente viene chiamato comunque manteca di sapote o burro di sapote. Oltre i 20 gradi la sua consistenza è oleosa in quanto contiene un alto tenore di acidi grassi omega 9 (50%) ed omega 6 (circa 13%) vitamina F.

## Usi

### L'olio di sapote per uso alimentare
Maya ed Aztechi lo coltivavano come frutto dal dolce sapore e ne spremevano il seme ottenendo un succo dal gusto aromatico.
Il frutto viene utilizzato solitamente per usi alimentari, nella preparazione di succhi di frutta, marmellate e gelati e nella pasticceria di pregio. La polpa contiene elevate dosi di vitamine A e carotene oltre a calcio, fosforo, ferro, Tiamina, Riboflavina, Niacina, Acido Ascorbico, Triptofano, Metionina ed un elevato contenuto di Lisina. (Acqua 65% - 1.2% proteine, 0.4% grassi e 31% carboidrati).
L'aroma dell'olio extravergine ricorda la mandorla amara ed è per questo motivo che gli indigeni della Repubblica Dominicana chiamavano il frutto: albicocca dei Caraibi.

### L'olio di sapote per uso medico
Sotto forma di unguento veniva impiegato, da Maya e Aztechi, come rimedio antinfiammatorio, ma esso ha anche proprietà digestive, anti-pruriginose e diuretiche.

### L'olio di sapote per uso cosmetico
I Maya e gli Aztechi avevano anche scoperto le sue potenzialità come impacco contro la caduta dei capelli. Incuriositi da questa pratica popolare, in Occidente se ne cercarono le ragioni scientifiche. Nel 1970, test clinici svolti presso l'Università della California a Los Angeles hanno confermato che l'olio di semi di sapote, per via della sua composizione organolettica, è efficace nel fermare la caduta dei capelli, ed in particolare quella causata da dermatite seborroica. 
Gli studi sono stati ripresi nel 2006 da un lavoro scientifico elaborato da ITERG, il più grande centro specializzato in Francia per la caratterizzazione degli oli speciali. Le attuali ricerche hanno valutato l'olio dei semi di sapote come ottimo principio attivo sia per la pelle che per il capello. Valutando per quest'ultimo due parametri quali: idratazione e brillantezza. La peculiarità è che questo prodotto viene assorbito rapidamente dalla cute apportando benefici alla microcircolazione del cuoio capelluto. Per quanto riguarda la pelle sono stati valutati due parametri: idratazione e morbidezza.
Gli studi clinici hanno individuato nei principi attivi che lo caratterizzano le motivazioni di quest'effetto curativo:
- Squalene: trattiene l'umidità della pelle preservandola da screpolature e da stress ossidativi;
- ß-carotene e Tocoferolo: fonti di vitamine A ed E;
- Acidi e Alcoli Triterpenici: svolgono un'azione cicatrizzante e ossigenante sulla cute, riattivando la microcircolazione sanguigna del follicolo e riequilibrando lo stato di bellezza e salute del capello.

L'olio di sapote risulta essere un ottimo rimedio naturale nel mondo tricologico per trattare e modellare i capelli. Le sue peculiari caratteristiche determinano un'efficace idratazione del cuoio capelluto ed una rinnovata attività ossigenativa, ottimo per chi soffre di dermatite seborroica, viene utilizzato per disciplinare capelli secchi o crespi; se mescolato all'olio essenziale di bergamotto, quest'olio è anche adatto ai capelli grassi. Le sue proprietà aiutano a prevenire sia l'indebolimento del fusto che quello del bulbo pilifero.
È ottimo anche per le pelli molto secche; lo troviamo infatti in molti cosmetici adatti a pelli secche, stanche, mature e sensibili.